# 敦氏猿头蛤
敦氏猿头蛤（学名：Chama dunkeri），又譯丹氏偏口蛤，是帘蛤目偏口蛤科偏口蛤属的一种。

## 分佈
主要分布于南海、韩国、中国大陆、台湾，常栖息在潮间带礁岩上。